# Hucisko (rejon żółkiewski)
Hucisko – dawna wieś na Ukrainie, w obwodzie lwowskim, w rejonie żółkiewskim. Leżało na południowy wschód od Kozulki.
W II Rzeczypospolitej do 1934 samodzielna gmina jednostkowa. Następnie miejscowość należała do zbiorowej wiejskiej gminy Krechów w powiecie żółkiewskim w woj. lwowskim. Hucisko utworzyło wtedy gromadę, składającą się z miejscowości Hucisko i Horbowice.
Zostało wysiedlone i zlikwidowane w związku z utworzeniem Jaworowskiego Poligonu Wojskowego. Po wojnie w Związku Radzieckim.